# Insurrection de l'armée de libération oromo
5 623 morts (selon ACLED entre août 2018 et décembre 2022)
Révolte oromo
L'insurrection du l'armée de libération oromo est un conflit armé dans la région d'Oromia en Éthiopie opposant le gouvernement éthiopien au groupe rebelle de l'armée de libération oromo (ALO), qui s'est séparée du front de libération oromo (OLF), depuis 2018. L'insurrection est une continuité de la révolte oromo, un conflit ayant commencé avec la formation de l'OLF en 1973. l'ALO réclame le droit à l'autodétermination des oromo concernant leur indépendance ou autonomie vis à vis de l'Ethiopie. Selon l'ONG ACLED (en), le conflit a fait au moins 5 623 morts depuis son début en août 2018.

## Contexte
La révolte oromo, qui précède l'insurrection de l'armée de libération oromo, remonte au moins à la formation du front de libération oromo en 1973, issu lui même de la révolte de Balé (en) qui a débuté dans les années 1960 en réponse aux injustices perçues par les groupes ethniques au pouvoir contre le peuple oromo.
En août 2018, le FLO et le gouvernement éthiopien concluent des accords de paix, ainsi qu'avec plusieurs autres groupes, dont le Front national de libération de l'Ogaden et le Ginbot 7 (en). Les dirigeants du FLO acceptent de rendre les armes dans les 15 jours suivant leur arrivée à Addis-Abeba et de continuer leur combat par voie politique uniquement. Selon Ibsa Negewo, alors dirigeant du FLO, le groupe dispose de 1 305 soldats en Érythrée et de 4 000 dans l’ouest et le sud de l’Oromia. Les soldats stationnés en Érythrée ont accepté de rendre les armes, mais la plupart de ceux stationnés en Oromia ont refusé de le faire malgré la demande de leurs dirigeants. Un des dirigeants, Kumsa Diriba alias « Jaal Maro », refuse de conclure un accord de paix avec le gouvernement éthiopien. Après des tensions avec les autres dirigeants du FLO, Kumsa Diriba fait sécession du FLO et forme le l'armée de libération oromo (ALO) avec d'autres combattants refusant les accords de paix. Les forces de sécurité éthiopiennes promettent d'écraser le groupe d'insurgés dans un délai de deux semaines, mais elles n'ont pas été en mesure de le faire et le conflit dure les années suivantes,,.

## Chronologie
Au cours des deux années suivant la scission de l'ALO en 2018, l'armée insurgée tuent 700 civils dans la zone ouest Guji selon Haaji Umar Nagessa, un « combattant de la liberté vétéran et chef tribal », assassiné par l'ALO le 4 avril 2020.
Le 29 mai 2020, l'ONG Amnesty International publie un rapport accusant les forces de défense nationale éthiopiennes de détentions massives et d’exécutions extrajudiciaires. Le rapport indique qu'en 2019, au moins 25 personnes, soupçonnées de soutenir l'armée de libération oromo, ont été tuées par les forces éthiopiennes dans certaines parties de la région d'Oromia. Entre janvier et septembre 2019, au moins 10 000 personnes ont été arrêtées pour suspicion de connivence avec l'insurrection, la plupart ayant été « soumises à des passages à tabac brutaux ».

### Offensive conjointe avec les forces de défense du Tigré (2021)
En mars 2021, lors la guerre du Tigré, une division des forces de défense érythréennes quitte la région du Tigré et se rend dans la région d'Oromia pour combattre l'armée de libération oromo, selon Freedom Friday (en). Le 11 août 2021, le leader de l'ALO, Kumsa Diriba, annonce que le groupe forme une alliance avec le front de libération du peuple du Tigré (FLPT) et envisage la formation d'une « grande coalition » avec d'autres groupes d'opposition contre le premier ministre Abiy Ahmed, lui-même Oromo.
Lors des célébrations de l'Irreechaa (en) début octobre dans l'Oromia, des manifestants ont défilés contre Abiy Ahmed et en faveur de Kumsa Diriba. À la fin du mois d'octobre, l'ALO contrôle une grande partie de l'ancienne province de Wellega. Le 31 octobre, l'ALO prend le contrôle de la ville de Kamisee dans la zone d'Oromia de la région d'Amhara, au même moment où les Forces de défense du Tigré (en) prenaient le contrôle de Kombolcha, à environ 50 kilomètres au nord.
Le 1er novembre, Kumsa Diriba déclare que l'ALO a pris « plusieurs villes dans l'ouest, le centre et le sud de l'Oromia, rencontrant peu de résistance de la part des forces gouvernementales qui se retiraient ».
Du 31 octobre au 1er décembre, l'ALO et le FLPT mènent une offensive conjointe et prennent plusieurs villes de la zone du Semien Shewa, dans la région d'Amhara. Les prises se font le long d'une route menant au sud de la région du Tigré jusqu'à la capitale éthiopienne Addis-Abeba, la menaçant d'une attaque militaire.

### Novembre 2022 – aujourd’hui
Les combats entre l'ALO et le gouvernement éthiopien s'intensifient en novembre 2022, les affrontements faisant des dizaines de morts. Une attaque aérienne présumée tue de nombreuses personnes dans le village de Bilo (en), dans la zone de Mirab Welega, entrainant en représailles des combats entre rebelles et forces gouvernementales à Nekemte. L'ALO aurait pris le contrôle des qebelés de Hamuma Gindo, Babu Dire, Becho et Harbu, à la suite d'affrontements avec les milices locales. L'armée éthiopienne effectue des frappes de drones contre les rebelles au même moment. Des enlèvements et des attaques contre des civils par l'ALO sont signalés. Des milices Amhara et l'ALO s'affrontent à Gutin (en) en décembre 2022. Les deux groupes auraient attaqué des civils au cours de leur affrontements, les milices Amhara ayant attaqué des civils à Welenchiti et l'ALO à Kiremu. De nombreuses milices amhara ont été identifiées comme faisant partie de la milice Fano.